# Альфред Шліпер
Альфред Шліпер (нім. Alfred Schlieper; 15 січня 1915, Кельн — 7 грудня 1941, Атлантичний океан) — німецький офіцер-підводник, капітан-лейтенант крігсмаріне.

## Біографія
8 квітня 1941 року вступив на флот. З 5 липня 1941 року — командир підводного човна U-208, на якому здійснив 2 походи (разом 50 днів у морі). 2 листопада потопив британський торговий пароплав Larpool водотоннажністю 3872 тонни, який перевозив 3991 тонну генеральних вантажів; 26 з 43 членів екіпажу пароплава загинули. 7 грудня U-208 був потоплений у Північній Атлантиці західніше Гібралтару (35°51′ пн. ш. 07°45′ зх. д.) глибинними бомбами міноносців «Гарвестер» та «Гесперус». Всі 45 членів екіпажу загинули.

## Звання
- Кандидат в офіцери (8 квітня 1934)
- Фенріх-цур-зее (1 липня 1935)
- Оберфенріх-цур-зее (1 січня 1937)
- Лейтенант-цур-зее (1 квітня 1937)
- Оберлейтенант-цур-зее (1 квітня 1939)
- Капітан-лейтенант (1 січня 1942, посмертно)

## Нагороди
- Медаль «За вислугу років у Вермахті» 4-го класу (4 роки)